# Jan Swafford
Jan Swafford (10 settembre 1946) è un compositore e musicologo statunitense.

## Biografia
Ha conseguito il Bachelor of Arts magna cum laude presso l'Università di Harvard e un MMA e DMA presso la Yale School of Music. I suoi insegnanti sono stati Earl Kim ad Harvard, Jacob Druckman a Yale e Betsy Jolas a Tanglewood. Ha scritto biografie musicali di Charles Ives, Johannes Brahms, Ludwig van Beethoven e Wolfgang Amadeus Mozart, nonché la Guida vintage alla musica classica. È apparso nel pluripremiato documentario tedesco del 2018 The Unanswered Ives.
Scrive regolarmente su musica e altri argomenti su Slate, ed è commentatore su NPR e BBC. È un annotatore regolare di programmi per orchestre tra cui la Boston Symphony, l'Orchestra di Cleveland, la Chicago Symphony, la San Francisco Symphony, la Metropolitan Opera House e la Carnegie Hall.
I suoi riconoscimenti come scrittore includono un Deems Taylor Award 2012 per la scrittura su Internet e un Mellon Fellowship ad Harvard. Le sue biografie di Brahms e Ives sono state scelte dalla critica di fine anno sul New York Times. La biografia di Ives è stata nominata per un premio National Book Critics Circle in biografia e ha vinto il premio Pen-Winship per un libro su un argomento del New England. La sua biografia Beethoven: Anguish and Triumph nella sua prima settimana è apparsa nella lista dei bestseller del New York Times.
Ha insegnato in scuole come la Boston University, l'Amherst College, l'Università Tufts e il Boston Conservatory.
La musica di Swafford, che è altamente lirica e si muove liberamente tra tonalità e atonalità, è stata chiamata stile New Romantic. Ci sono contributi uguali, anche se meno evidenti, della world music, specialmente indiana e balinese, e del jazz e del blues. I titoli delle sue opere rivelano una costante ispirazione dalla natura e dal paesaggio. Il compositore vede il proprio lavoro come una sorta di classicismo: una preoccupazione per la chiarezza, l'immediatezza e l'espressione, o come dice lui, "musica che suona familiare anche se è nuova, opere che suonano come se fossero state scritte da chi ascolta".
Notevoli sono le sue opere orchestrali Landscape with Traveler (1979–80), After Spring Rain (1981–82) e From the Shadow of the Mountain (2001), il quintetto per pianoforte Midsummer Variations (1985), il quartetto per pianoforte They Who Hunger (1989), e il trio con pianoforte They That Mourn (2002), l'ultimo in memoriam degli Attentati dell'11 settembre 2001. Nel 2012 il violoncellista Rhonda Rider ha presentato in anteprima il suo lavoro per violoncello solista The Silence a Yuma Point, parte di un progetto di pezzi ispirati al Grand Canyon (del quale Swafford è stato un frequente escursionista). I suoi premi compositivi includono un National Endowment for the Arts Composer Grant, due Massachusetts Artists Foundation Fellowship e una Tanglewood Fellowship. Il suo lavoro è pubblicato da Peermusic Classical e Meridian Records.

## Premi e riconoscimenti
- 1997 LL Winship/PEN New England Award, Charles Ives: A Life With Music

## Opere
- Jan Swafford, The Vintage Guide to Classical Music, New York, Vintage Books, 1992, ISBN 978-0-679-72805-4.
- Jan Swafford, Charles Ives: A Life with Music, New York, W. W. Norton & Company, 1998, ISBN 978-0-393-31719-0.
- Jan Swafford, Johannes Brahms: A Biography, New York, Vintage Books, 1999, ISBN 978-0-679-74582-2.
- Jan Swafford, Beethoven: Anguish and Triumph, Boston, Houghton Mifflin Harcourt, 2014, ISBN 978-0-618-05474-9.
- Jan Swafford, Language of the Spirit: An Introduction to Classical Music, New York, Basic Books, 2017, ISBN 978-0-465-09754-8.
- Jan Swafford, Mozart: The Reign of Love, New York, Harper, 2020, ISBN 978-0-062-43357-2.